# Reescrita (programação)
Uma reescrita, em programação de computadores, é o ato ou resultado de re-implementar uma grande porção de funcionalidades existentes sem re-uso de seu código fonte. Quando a reescrita não está usando código existente nenhum, é comum falar de reescrever do zero. Quando, ao invés disso, somente partes são reprojetadas, o que de outra forma se tornaria complicado de lidar ou estender, então é mais preciso falar de refatoração de código.

## Exemplo notável
O projeto da Netscape de melhorar a implementação do leiaute HTML no Navigator 4 têm sido citado como um exemplo de reescrita mal-sucedida. O novo motor de leiaute (Gecko) foi desenvolvido independentemente do Navigator e não se integrou prontamente ao código do Navigator; consequentemente o Navigator é que foi reescrito ao redor do novo motor, quebrando vários recursos existentes e atrasando o lançamento por vários meses. Enquanto isso, a Microsoft focou-se em melhorias incrementais para o Internet Explorer e não deparou-se com os mesmos obstáculos. Ironicamente, o próprio Navigator foi uma reescrita do zero do NCSA Mosaic supervisionada pelos desenvolvedores deste programa. Veja Guerra dos Browsers.